# Diplectrona triangulata
Diplectrona triangulata är en nattsländeart som beskrevs av Sykora 1967. Diplectrona triangulata ingår i släktet Diplectrona och familjen ryssjenattsländor. Inga underarter finns listade i Catalogue of Life.